# Trachycarpus ukhrulensis
Trachycarpus ukhrulensis är en enhjärtbladig växtart som beskrevs av M.Lorek och K.C.Pradhan. Trachycarpus ukhrulensis ingår i släktet Trachycarpus och familjen Arecaceae. Inga underarter finns listade i Catalogue of Life.